# 손성윤
손성윤(1984년 8월 24일 ~ )은 대한민국의 배우이다.

## 출연 작품

### 드라마
- 2006년 KBS2 수목 특별기획 드라마 《황진이》 ... 기생 역
- 2008년 MBC 수목 미니시리즈 《종합병원 2》 ... 손마리아 역
- 2008년 ~ 2009년 MBC 아침 일일연속극 《하얀 거짓말》
- 2009년 tvN 8부작 금요드라마 《미스터리 형사》
- 2009년 tvN 금요 미니시리즈 《막돼먹은 영애씨 6》 ... 손성윤 역
- 2010년 MBC 월화 미니시리즈 《파스타》... 박찬희 역
- 2011년 MBC 수목 미니시리즈 《마이 프린세스》 ... 신미소 역
- 2011년 SBS 주말 미니시리즈 《여인의 향기》 ... 남나리 역
- 2011년 ~ 2012년 MBC 주말 특별기획 드라마 《애정만만세》 ... 변주리의 직장 동료 역
- 2012년 tvN 수목 미니시리즈 《일년에 열두남자》 ... 장민주 역
- 2013년 KBS2 TV소설 《삼생이》 ... 봉금옥 역
- 2013년 tvN 수요 미니시리즈 《푸른거탑》 ... 이유리 역
- 2013년 MBC 주말연속극 《사랑해서 남주나》 ... 성민 역
- 2014년 MBC 주말 특별기획 드라마 《마마》 ... 강래연 역
- 2014년 tvN 수요 미니시리즈 《황금거탑》 ... 팔자 역
- 2015년 KBS2 단막극 《KBS 드라마 스페셜 - 웃기는 여자》 ... 남아영 역
- 2015년 SBS 주말 특별기획 드라마 《이혼변호사는 연애중》 ... 차유란 역 (특별출연)
- 2015년 MBC 아침 일일연속극 《내일도 승리》 ... 윤태희 / 윤한나 역 (우정출연)
- 2016년 MBC 수목 미니시리즈 《한 번 더 해피엔딩》 ... (특별출연) 역
- 2016년 KBS2 월화 미니시리즈 《화랑》 ... 준정 역
- 2017년 tvN 월화 미니시리즈 《이번 생은 처음이라》 ... 속옷 디자이너 역 (특별출연)
- 2018년 MBC 수목 미니시리즈 《손 꼭 잡고, 지는 석양을 바라보자》 ... (특별출연) 역
- 2018년 tvN 수목 미니시리즈 《김비서가 왜 그럴까》 ... 유괴범 역 (특별출연)
- 2018년 tvN 월화 미니시리즈 《식샤를 합시다 3》 ... (특별출연) 역
- 2019년 tvN 수목 미니시리즈 《진심이 닿다》 ... 유여름 역
- 2019년 KBS2 저녁 일일연속극 《태양의 계절》 ... 젊은 시절 장정희 역 (특별출연)
- 2020년 KBS2 주말연속극 《한 번 다녀왔습니다》 ... 유보영 역
- 2021년 MBN 주말 특별기획 드라마 《보쌈 - 운명을 훔치다》 ... 후남 역
- 2021년 tvN 수목 미니시리즈 《간 떨어지는 동거》 ... 서영주 역 (특별출연)
- 2021년 KBS2 저녁 일일연속극 《사랑의 꽈배기》 ... 강윤아 역
- 2023년 KBS2 저녁 일일연속극 《우아한 제국》 ... 재클린 테일러(최민하) 역

### 영화
| 연도 | 제목     | 역할   | 감독   | 비고      |
| ---- | -------- | ------ | ------ | --------- |
| 2016 | 8월, 비  | 채원   | 김지용 | 독립 영화 |
| 2018 | 여곡성   | 김경란 | 유영선 |           |
| 2020 | 프리즈너 | 태희   | 양길영 |           |

### 연극
| 연도 | 제목          | 역할     | 기간                  | 비고 |
| ---- | ------------- | -------- | --------------------- | ---- |
| 2018 | 금청단의 봄날 | 일화     | 2018.04.25~2018.04.29 |      |
| 2018 | 백치          | 아글라야 | 2018.09.07~2018.09.15 |      |
| 2018 | 백치          | 아글라야 | 2018.10.03~2018.10.07 |      |

### 예능
| 연도 | 방송사  | 제목                         | 역할   | 비고                  |
| ---- | ------- | ---------------------------- | ------ | --------------------- |
| 2018 | TV조선2 | All about 美 주간 뷰티끌레르 | 진행자 | 2018.04.01~2018.07.22 |

### 뮤직비디오
| 연도 | 가수 | 노래        | 공동 출연 | 비고 |
| ---- | ---- | ----------- | --------- | ---- |
| 2005 | 필   | 취중고백    |           |      |
| 2007 | 투썸 | 잘 지내나요 |           |      |

### 광고
| 연도 | 기업               | 제품                            | 종류      | 공동 출연 |
| ---- | ------------------ | ------------------------------- | --------- | --------- |
| 2005 | 대한민국 통일부    | 남북정상회담                    | 공익광고  |           |
| 2007 | 유한킴벌리         | 좋은 느낌                       | 생리대    |           |
| 2007 | 현대스위스저축은행 | 알프스론                        | 은행      |           |
| 2008 | 롯데제과           | 빼빼로                          | 과자      |           |
| 2008 | SK텔레콤           | SK텔레콤 - 연상녀의 생각대로 편 | 이동 통신 |           |
| 2009 | 팔도               | 팔도 비빔면                     | 라면      |           |
| 2009 | 신한카드           | 신한카드                        | 신용카드  |           |